# Kino pro Alekseeva
Kino pro Alekseeva (Кино про Алексеева) è un film del 2014 diretto da Michail Segal.

## Trama
Il film racconta di un uomo che ha bevuto il tè con Tarkovskij, è entrato nel KGB a causa di Gagarin, ha gareggiato con Kalašnikov e Vysockij e improvvisamente viene a sapere della traccia che ha lasciato nel destino delle persone intorno a lui.